# 2004 VU130
2004 VU130, também escrito como 2004 VU130, é um corpo menor que está localizado no disco disperso, uma região do Sistema Solar. Este corpo celeste é classificado como um threetino, pois, o mesmo está em uma ressonância orbital de 1:3 com o planeta Netuno. Ele possui uma magnitude absoluta de 7,0 e tem um diâmetro estimado com cerca de 175 km.

## Descoberta
2004 VU130 foi descoberto no dia 9 de novembro de 2004 pelos astrônomos P. A. Wiegert e A. Papadimos.

## Órbita
A órbita de 2004 VU130 tem uma excentricidade de 0,426 e possui um semieixo maior de 61,931 UA. O seu periélio leva o mesmo a uma distância de 35,554 UA em relação ao Sol e seu afélio a 88,309 UA.